# 百姓伝記
百姓伝記（ひゃくしょうでんき）は、17世紀後半に著された日本の農書。写本で残され、同時代の刊本はない。
17世紀の東海地方に伝わる農業に関するさまざまな経験や伝承を記したものである。先行書からの引用は少なく、中国の農書や本草書との関連もほとんどない。
岩波文庫本の底本となった、西尾市立図書館岩瀬文庫所蔵の写本には、著者名も年代も記されていないので、岩波文庫の校訂を行った古島敏雄は、遠州横須賀藩の関係者が1680年ころに著したものだと推定している。また、著者については、村役人層にある人物を想定している。
内容は基本的に耕作するものの立場から書かれ、稲作中心で商品作物にはあまりふれられていない。また、治水に関する記述が多く、また高潮に関する記述も詳しい。
20世紀の刊本として岩波文庫本（1977年）がある。